# Trentepohlia (Mongoma) pacifica
Trentepohlia (Mongoma) pacifica is een tweevleugelige uit de familie steltmuggen (Limoniidae). De soort komt voor in het Australaziatisch gebied.